# Werner Feist
Werner Feist (* 22. Dezember 1919 in Allstedt; † unbekannt) war ein deutscher Straßenbauer und Politiker der DDR-Blockpartei Liberal-Demokratische Partei Deutschlands (LDPD).

## Leben
Feist war der Sohn eines Handwerkers aus dem Großherzogtum Sachsen. Nach dem Schulbesuch schlug er eine Ausbildung zum  Straßenbau ein, die er mit der Meisterprüfung abschloss. Er wurde Vorsitzender der Produktionsgenossenschaft des Handwerks (PGH) Hoch- und Straßenbau in Sangerhausen und später Bereichsleiter und stellvertretender Direktor des VEB (K) Hoch- und Tiefbau Sangerhausen.

## Politik
Nach Kriegsende wurde er Mitglied der in der Sowjetischen Besatzungszone neugegründeten LDPD. Bei den Wahlen zur Volkskammer der DDR war Feist Kandidat der Nationalen Front der DDR und von 1967 bis 1981 Mitglied der LDPD-Fraktion in der Volkskammer. 